# 橋咀泳灘

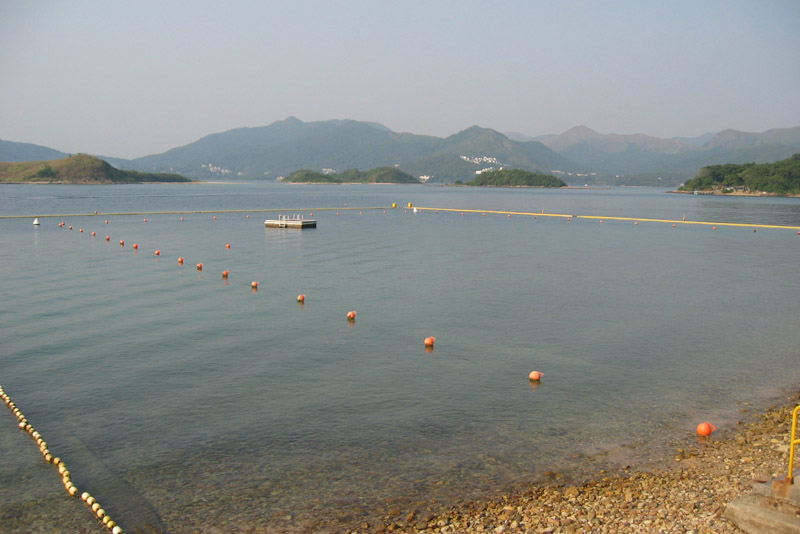
橋咀泳灘

橋咀泳灘（英語：Kiu Tsui Beach）位於香港西貢區橋咀洲的西面，面向西貢海，是島上的兩個泳灘之一，另一個為廈門灣泳灘（半月灣泳灘）。橋咀泳灘由康樂及文化事務署負責管理，開放時間為4月至10月，並設有救生服務，遊人可由西貢碼頭乘街渡前往。
橋咀泳灘設有燒烤區（附設10個燒烤爐）、更衣室、淋浴設備、洗手間及浮台等設施。
橋咀泳灘的北面為海星灣，南面為連島沙洲橋頭島，屬於香港聯合國教科文組織世界地質公園橋咀洲景區的一部份。